# Donald Lu

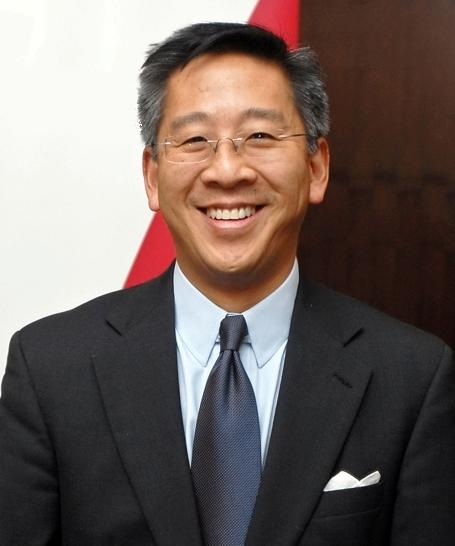
Donald Lu (2010)

Donald Lu (* 1966) ist ein US-amerikanischer Diplomat. Seit dem 18. September 2018 ist er US-Botschafter für Kirgisistan in Bischkek.

## Berufliche Laufbahn
Donald Lu kommt aus Huntington Beach, Kalifornien als Kind von Emigranten – sein Vater war aus China eingewandert. Er absolvierte seine Bachelor- und Master-Studien in Internationalen Beziehungen an der Princeton University in Princeton, New Jersey.
Zwischen 1988 und 1990 leistete Lu Freiwilligendienst beim Friedenscorps in Sierra Leone.
Zwischen Juli 2009 und Juli 2010 war er kommissarischer US-Botschafter für Aserbaidschan in Baku. Davor war der Karrierediplomat stellvertretender Botschafter in Indien, Kirgisistan und Aserbaidschan. Danach war er im State Department stellvertretender Verantwortlicher für die Ebolafieber-Krise in Westafrika.
Am 28. Juli 2013 kündigte der damalige US-Präsident Barack Obama an, Donald Lu als den 15. US-Botschafter Albaniens zu ernennen. Am 17. Dezember 2014 begann Lus offizielle Amtszeit. Am 13. Januar 2015 traf Lu in Albanien ein und trat damit die Nachfolge von Alexander Arvizu an. In Tirana nahm er starken Einfluss auf die Innenpolitik des Landes.
Im Mai 2018 wurde Lu von Donald Trump zum Botschafter in Kirgistan ernannt. Am 12. Oktober 2018 überreichte er Präsident Sooronbai Dscheenbekow seine Beglaubigungsschreiben.

## Privates
Donald Lu ist mit Ariel Ahart verheiratet, einer anerkannten Expertin für Bevölkerungsgesundheit. Das Ehepaar hat zwei Kinder, Kip und Aliya.
Durch seine diplomatische und anderweitig internationale Berufslaufbahn spricht Lu neben Englisch noch sieben weitere Sprachen: Albanisch, Aserbaidschanisch, Georgisch, Hindi, Krio, Russisch und Urdu.